# Веселин Вачков
Веселин Вачков (на чешки: Veselin Vačkov) е чешки журналист от български произход.

## Биография
Роден е на 2 октомври 1968 г. в Дряново. Завършва основно и средно образование в Шумен.
От 1988 г. живее в Прага. Там завършва английска, чешка и славянска филология в Карловия университет (магистърска степен). През 1995-1996 г. е на специализация по лингвистика в Оксфордския университет. След това преподава в Карловия университет, където получава докторска степен PhD. Има публикации в чешки, английски, словашки, немски и български научни издания. Член е на Английското лингвистично дружество и на Съюза на учените в България.
Сътрудничи на Би Би Си, на редица чешки и български медии. През 1997 г. постъпва на работа във вестник „Лидове новини“ (най-стария и влиятелен чешки всекидневник). През 2000 г. става негов главен редактор. На този пост остава девет години, през които съществено модернизира вестника. През 2009 г. преминава на работа в издателството на най-големия чешки вестник „Днес“ като главен редактор на нови проекти. През март 2010 г. е назначен за регионален директор на медийната група MAFRA. От ноември 2013 г. е директор на „Лидове новини“.